# Mimosa glabra
Mimosa glabra är en ärtväxtart som beskrevs av George Bentham. Mimosa glabra ingår i släktet mimosor, och familjen ärtväxter. Inga underarter finns listade i Catalogue of Life.